# Albert Vilhelm Bøgh
Albert Vilhelm Bøgh Bøgh (Bergen, 29 aprile 1843 – Bergen, 11 aprile 1927) è stato un attore norvegese.
Era figlio di un magistrato del proprio distretto, Ole Bøgh (1810–1872) e della moglie Anna Dorothea Sagen (1809–1850). Era il fratello di Johan Bøgh. Dal lato della famiglia materian era nipote di Lyder Sagen, e da lato paterno era nipote dell'archivista Vilhelm Frimann Christie Bøgh.
Lavorò al Christiania Theatre dal 1871 al 1872, al Møllergatens Teater dal 1872 al 1876 e per il resto della sua carriera al Den Nationale Scene.
Tramite il fratello Johan, era zio dell'avvocato Christen Gran Bøgh.